# Disney's Art of Animation Resort
Le Disney's Art of Animation Resort est un hôtel du complexe de Walt Disney World Resort en Floride, ouvert en 2012. Il est situé en face du Disney's Pop Century Resort, au sud du Disney's Caribbean Beach Resort, à l'est des Disney's Hollywood Studios et au nord du ESPN Wide World of Sports Complex.

## Le thème
Cet hôtel a pour thème le « nouvel âge d'or » des studios Disney, avec les personnages de La Petite Sirène, Le Roi lion, Cars et Le Monde de Nemo. Il propose des chambres familiales de grande capacité; offre déjà testée avec succès grâce au jumelage de certaines chambres des hôtels All-Star.

### Historique

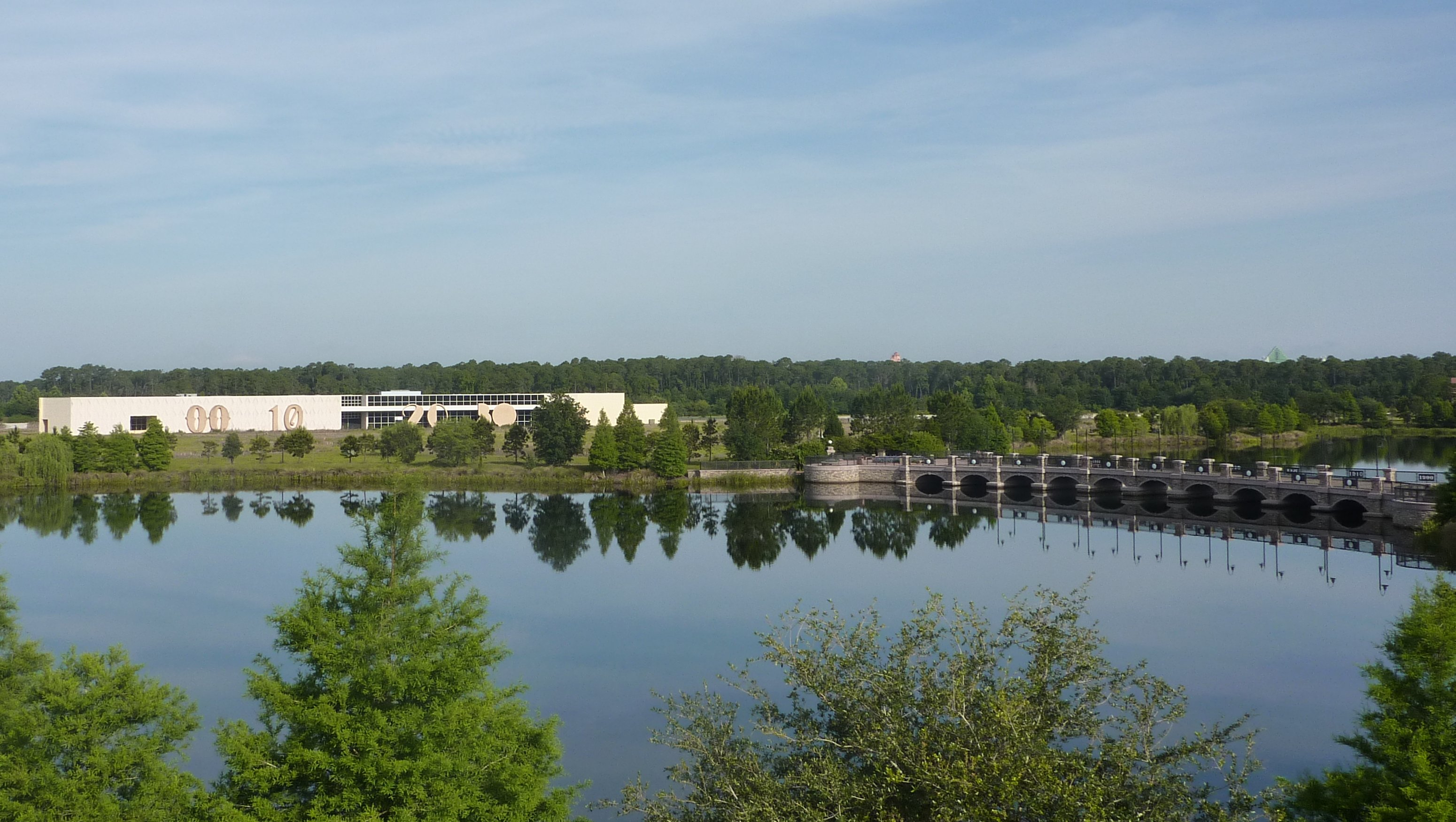
Vue sur le bâtiment principal, avant le début des travaux, et le pont reliant l'hôtel au Disney's Pop Century Resort. On aperçoit les chiffres géants liés à l'ancienne thématique (« 00 » pour les années 1900, « 10 » pour les années 1910)

Art of Animation se situe sur des terres autrefois destinées à l'extension d'un autre hôtel, le Disney's Pop Century Resort. Basé sur le thème du XXe siècle, ce dernier était initialement articulé en deux zones :
- la première, nommée « Classic Years », couvrant des années 1950 aux années 1990, a été ouverte en décembre 2003 et compte 2 880 chambres ;
- la deuxième, nommée « Legendary Years », devait couvrir les années 1900 aux années 1940. Elle n'a jamais abouti.

Durant la construction du Pop Century, la fréquentation de Walt Disney World s'est trouvée « secouée » à la suite des attentats du 11 septembre 2001. Il fut donc décidé de reporter la construction de la zone Legendary Years à une date ultérieure, alors que le Legendary Hall et deux autres bâtiments étaient déjà sortis de terre.
Finalement, le 12 mai 2010, Disney annonce la construction d'un nouvel hôtel sur cet emplacement, le Disney's Art of Animation Resort. Il reprend les bases existantes mais le thème Legendary Years est abandonné. Le 16 décembre 2010, Disney dévoile des esquisses de l'hôtel.
Le 22 mars 2012, l'ouverture de l'hôtel est annoncée pour le 31 mai 2012 prévue par tranches successives avec d'abord Le Monde de Nemo. Suivront Cars en juillet, Le Roi lion en septembre et La Petite Sirène à la fin de l'année. Le 31 mai 2012, la première phase thématisée sur Nemo de Pixar ouvre ses portes comme prévu avec 320 suites, une piscine de 11 859 pieds carrés (1 102 m2). Les phases suivantes sont :
- Cars, ouverte le 18 juin avec 480 suites[6]
- Le Roi lion, ouverte le 10 août avec 320 suites[7]
- La Petite Sirène, prévu le 15 septembre et ouverte le 20 septembre avec 864 chambres[8]

## Les bâtiments
En dehors du hall principal, les bâtiments présentent la forme d'un T avec chaque branche de même longueur et s’élèvent sur trois étages. Les bâtiments sont agencés par deux ou par trois pour former des cours. L'entrée des chambres se fait par le balcon-couloir typique des motels américains.
L'hôtel fait face au Disney's Pop Century Resort, séparé par un lac baptisé Hourglass Lake.
Un pont, appelé (pour le moment) Generation Gap Bridge relie les deux hôtels.

## Les services de l'hôtel

### Les chambres
Le secteur de La Petite Sirène propose 864 chambres standard dans la gamme des premiers prix.
Les trois autres secteurs proposent un ensemble de 1 120 suites familiales d'une capacité supérieure à six personnes. Ces suites comprennent trois espaces de couchages séparés, une chambre principale et deux salles de bains.

### Les restaurants et bars
- Landscape of Flavors est une aire de restauration
- Drop Off est le bar de la piscine

Un service de livraison de pizza est disponible dans tout l'hôtel.

### La boutique et les activités
- Ink and Paint est la boutique
- Pixel Play Arcade est une salle de jeu vidéo